# 1335

## Esdeveniments
- Joan Manuel de Castella, més conegut com a Don Juan Manuel, publica El Conde Lucanor[1]

## Necrològiques
- 12 d'agost - Japó: Príncep Moriyoshi, quinzè shogun